# Хребине
Хребине су насељено место у саставу општине Пушћа у Загребачкој жупанији, Хрватска. До територијалне реорганизације у Хрватској налазиле су се у саставу старе загребачке приградске општине Запрешић.

## Становништво
На попису становништва 2011. године, Хребине су имале 380 становника.

## Попис1991.
На попису становништва 1991. године, насељено место Хребине је имало 304 становника, следећег националног састава:
| Попис 1991.‍  | Попис 1991.‍  | Попис 1991.‍ | Попис 1991.‍ | Попис 1991.‍ |
| ------------ | ------------ | ----------- | ----------- | ----------- |
|              |              |             |             |             |
| Хрвати       | Хрвати       |             | 296         | 97,36%      |
| Мађари       | Мађари       |             | 2           | 0,65%       |
| неопредељени | неопредељени |             | 2           | 0,65%       |
| непознато    | непознато    |             | 4           | 1,31%       |
| укупно: 304  |              |             |             |             |